# 2000 Light Years from Home
”2000 Light Years From Home” er en sang fra The Rolling Stones som findes på deres Psychedelic Rock-album fra 1967, Their Satanic Majesties Request. Den blev skrevet af Mick Jagger og Keith Richards, og er kendt for sin rumlignende atmosfære. Det er b-side til singlen "She's a Rainbow". 
Jagger skrev angiveligvis versene til sangen, mens han sad i detentionen i Brixton-fængslet, efter den berømte razzia mod Keith Richards Redlands hjem.
Sammen med ”She’s a Rainbow” blev det den eneste sang fra Satanic Majesties der blev optrådt med live. Monster Magnet lavede et covernummer af sangen, hvilket kom på deres album 4 Way Diablo.

### Fodnote
1. ↑  "2000 Light Years from Home". Arkiveret fra originalen 30. september 2007. Hentet 19. september 2007.